# Етабл (Савоја)
Етабл (фр. Etable) насеље је и општина у источној Француској у региону Рона-Алпи, у департману Савоја која припада префектури Шамбери.
По подацима из 2011. године у општини је живело 356 становника, а густина насељености је износила 131,85 становника/km². Општина се простире на површини од 2,7 km². Налази се на средњој надморској висини од 600 метара (максималној 860 m, а минималној 393 m).

## Демографија
| 1962. | 1968. | 1975. | 1982. | 1990. | 1999. | 2011. |
| ----- | ----- | ----- | ----- | ----- | ----- | ----- |
| 211   | 214   | 231   | 231   | 269   | 289   | 356   |

График промене броја становника у току последњих година